# Harry Kane
Harry Edward Kane, MBE (født 28. juli 1993) er en engelsk professionel fodboldspiller, som spiller som angriber for den tyske Bundesliga-klub Bayern München og Englands landshold. Han er topscorer for Tottenham og det engelske landshold, og han er nummer to på listen over topscorer i Premier League, kun overgået af Alan Shearer.

## Klubkarriere

### Tottenham Hotspur

#### Ungdomskarriere, førsteholdsdebut og lejeaftaler
Efter at have spillet for flere klubber på ungdomsniveau, herunder Arsenal og Watford, skiftede Kane i 2004 til Tottenhams ungdomsakademi som elveårig. Efter at have arbejdet sig igennem klubbens ungdomshold, skrev i han i juli 2010 under på sin første professionelle kontrakt med klubben.
Kane blev i januar 2011 udlejet til League One-klubben Leyton Orient. Han gjorde sin førsteholdsdebut hos Orient den 15. januar, og scorede sit første professionelle mål i den næste kamp, en 4-0 sejr over Sheffield Wednesday den 22. januar. Han spillede 18 kampe for klubben på lån, og scorede 5 mål.
Kane gjorde sin debut for Tottenhams førstehold den 25. august 2011 i en Europa League kvalifikationskamp imod skotske Hearts of Midlothian. Han scorede sit første mål for klubben den 15. december 2011 i en 4-0 sejr over irske Shamrock Rovers, også i Europa League.
Kane blev igen udlejet i januar 2012, denne gang til Millwall. Han imponerende i sin halve sæson hos klubben, hvor han scorede 9 mål i 27 kampe, og blev kåret som årets unge spiller i klubben, da han spillede en vigtig rolle i, at klubben undgik nedrykning.
Kane fik sin Premier League debut den 18. august 2012 i et nederlag imod Newcastle United. Få dage efter hans Premier League debut, blev han udlejet til Norwich City. Denne lejeaftale var dog ikke en succes, da han døjede med en skade, og i februar 2013 blev han tilbagekaldt af Tottenham. 20 dage efter han blev tilbagekaldt, blev han igen udlejet, denne gang til Leicester City, hvor han spillede resten af sæsonen.

#### Førsteholdsgennembrud
Kane begyndte i 2013-14 sæsonen, at få flere chancer på førsteholdet, og den 7. april 2014 fik han sin første kamp i startopstillingen i Premier League, og scorede også her også sit første mål i rækken, da Tottenham vandt 5-1 over Sunderland.
Kane scorede sit første hattrick i sin karriere den 23. oktober 2014 i en Europa League-kamp imod græske Asteras Tripolis. Efter at Hugo Lloris fik rødt kort i slutningen af kampen, og Tottenham ikke havde flere udskiftninger, så spillede Kane som målmand i kampens sidste minutter. Hans store gennembrud på førsteholdet kom efter, at Mauricio Pochettino erstattede Tim Sherwood som træner i løbet af sæsonen. Under Pochettino blev Kane etableret som det klare førstevalg som angriber, og begyndte at score mange mål. Den 21. marts 2015 scorede han sit første Premier League hattrick i en kamp imod sin tidligere klub Leicester City. Han sluttede sæsonen med 21 Premier League-mål, kun bag Sergio Agüero på topscorerlisten. Han blev ved sæsons udgang inkluderet på årets hold i ligaen, og blev kåret som årets bedste unge spiller.

#### 2015-16: Topscorer
Kane overtog nummer 10 trøjen fra Emmanuel Adebayor ved begyndelsen af 2015-16 sæsonen. Efter en dårlig start på sæsonen, da han ikke scorede i sine første 748 minutter på banen, så vendte han tilbage til sit høje topniveau. Den 2. april 2016 scorede han sit 22. sæsonmål i Premier League, og slog hermed rekorden for flest mål i en Premier League sæson for en Tottenham spiller nogensinde. Han sluttede sæsonen med 25 mål, og blev hermed topscorer i ligaen.

#### 2016-17: Andenplads i ligaen og topscorer igen
Kane scorede sit første mål i Champions League den 22. november 2016 i et 2-1 nederlag til AS Monaco. Han scorede den 26. februar 2016 sit mål nummer 100 i sin karriere, som del af et hattrick imod Stoke City. Med kun to kampe tilbage i sæsonen havde Kane 22 sæsonmål, hvilke var to bag Romelu Lukaku. Trods dette, så vandt Kane topscorerprisen igen, da han scorede syv mål over de to sidste kamp, og dermed sluttede med 29 sæsonmål.

#### 2017-18: Rekordår
Kane scorede den 9. september 2017 sit mål nummer 100 for Tottenham i kun 169 kampe for klubben. Han scorede den 26. december 2017 et hattrick imod Southampton, og satte hermed to rekorder. Først som spilleren med flest mål i Premier League i et kalenderår, da han scorede 39 mål i rækken i løbet af 2017. Han blev også den første spiller til at score seks hattrick i et kalenderår. Han scorede sit Premier League mål nummer 100 den 4. februar 2018. Trods han havde sin bedste målscorende sæson i Premier League med 30 sæsonmål, så måtte han dog se sig slået til topscorerprisen af Mohamed Salah, som scorede 32.

#### 2018-19 & 2019-20: Skadesproblemer
2018-19 sæsonen var ikke ligeså imponerende for Kane, da skadesproblemer i løbet af sæsonen begrænsede ham til 28 kampe og 17 sæsonmål. Tottenham nåede hele vejen til Champions League-finalen på trods af Kanes skade. Han blev valgt til at spille i finalen, på trods af at han ikke var helt frisk, og spillede en meget anonym kamp, da Tottenham tabte finalen 2-0 til Liverpool.
2019-20 sæsonen var lidt den samme historie som den forrige sæson, da skader igen begrænsede hans spilletid.

#### 2020-21: Topscorer og topassister
I en kamp mod Southampton den 20. september 2020, lavede Kane fire assists, alle til Son Hueng-min. Han blev her den første spiller nogensinde, til at lave fire assists til den samme spiller i en kamp, og kun den sjette spiller nogensinde til at lave fire assists i en Premier League-kamp. Den 5. november 2020 scorede han sit mål nummer 200 i sin kamp nummer 300 for Tottenham. Kane sluttede sæsonen med 23 sæsonmål og 14 assists, og blev hermed den første spiller til at toppe både mål og assists i en sæson siden Andrew Cole i 1993-94 sæsonen.

#### 2021-22: Interesse fra andre klubber
Før begyndelsen af 2021-22 sæsonen var der store spørgsmål over Kanes fremtid, da han havde et ønske om at forlade klubben. Dette tiltrak interesse, især fra Manchester City, som lavede et bud på ham, hvilke dog blev afvist af Tottenham. Utilfreds over, at han ikke måtte forlade, valgte Kane ikke at dukke op til træning, og spillede som resultat ikke i sæsonens to første kampe. Efter at et potentiel skifte var gået i vasken, så annoncerede Kane den 25. august, at han ville blive i klubben. Kane scorede den 19. februar 2022 imod Leeds United på en assist af Heung-min Son, og de to spillere satte hermed rekorden som den mest scorende duo i Premier League nogensinde, med 37 mål hvor den ene havde scorede og den anden havde lavet assist.

#### 2022-23: Tottenham rekordscorer
Kane scorede den 20. august 2022 sit mål nummer 185 for Tottenham i Premier League, og slog hermed Sergio Agüeros rekord for flest mål scorede med en enkelt klub i rækken. Han scorede den 11. marts 2023 sit mål nummer 269 for Tottenham i alle turneringer, og overtog hermed Jimmy Greaves som klubbens topscorer nogensinde.

### Bayern München

#### 2023-24: Debutsæson
Kane skiftede i august 2023 til tyske Bayern München på en 4-årig aftale. Han forlod hermed Tottenham efter at have tilbragt 19 år hos klubben. Han scorede sit debutmål for klubben i Bundesligaens første kamp imod Werder Bremen. Den 23. september scorede han sit første hattrick for klubben som del af en 7-0 sejr over Bochum. I sin første Der Klassiker-rivalkamp imod Borussia Dortmund scorede Kane igen et hattrick da Bayern vandt 4-0 over deres ærkerivaler. Han sluttede sin debutsæson med 36 mål i 32 kampe, hvilke sat en ny rekord for flest mål i en debutsæson i Bundesligaen nogensinde. Hans 36 mål var flest af nogen spiller i Europas topligaer, og som resultat vandt han European Golden Shoe-prisen.

## Landsholdskarriere

### Ungdomslandshold
Kane har repræsenteret England på flere ungdomsniveauer.

### Seniorlandshold

#### Debut og EM 2016
Kane gjorde sin debut for Englands landhold den 27. marts 2015 i en kamp imod Litauen, og scorede på sin debut.
Han var del af Englands trup til Europamesterskabet i 2016, som dog endte i stor skuffelse for England, som tabte til Island i ottendedelsfinalen.

#### Anfører og VM 2018 topscorer
Kane var del af Englands trup til VM 2018, og blev her gjort til anfører. Han scorede et hattrick i Englands 6-1 sejr over Panama i gruppespillet, og blev hermed kun den tredje spiller til at score et hattrick for England ved en VM-slutrunde, og den første siden Gary Lineker i 1986. England endte turneringen som fjerdeplads. Kanes seks mål var dog nok til at blive topscorer i turneringen.

#### EM 2020 finalist, VM 2022 og England topscorer
Kane var del af Englands trup, som nåede til finalen ved Europamesterskabet 2020, hvor at de dog tabte til Italien på straffespark i finalen. Han var også med til VM 2022, hvor at England røg ud i kvartfinalen til Frankrig, da Kane brændte et straffespark sent i kampen.
Kan scorede den 23. marts 2023 sit landsholdsmål nummer 54, og overtog hermed pladsen som Englands topscorer nogensinde, da han overhælede Wayne Rooney.

## Titler
Individuelle
- Millwall Årets unge spiller: 1 (2011-12)
- PFA Premier League Årets hold: 5 (2014-15, 2015-16, 2016-17, 2017-18, 2020-21)
- PFA Årets unge spiller: 1 (2014-15)
- Tottenham Hotspur Årets spiller: 3 (2014-15, 2020-21, 2022-23)
- Premier League Golden Boot: 3 (2015-16, 2016-17, 2020-21)
- Premier League Playmaker of the Season: 1 (2020-21)
- Football Supporters' Federation Årets spiller: 1 (2017)
- Englands landshold Årets spiller: 2 (2017, 2018)
- Verdensmesterskabet Topscorer: 1 (2018)
- Verdensmesterskabet Turneringens hold: 1 (2018)